# Ordine imperiale di Leopoldo
L'Ordine austriaco imperiale di Leopoldo è stato un ordine cavalleresco fondato nell'ambito dell'Impero austriaco.

## Storia
L'Ordine venne istituito dall'imperatore Francesco I d'Austria il 14 luglio 1808 in memoria del suo predecessore, Leopoldo II. Esso venne fondato dall'imperatore il giorno del suo fidanzamento con Maria Ludovica d'Asburgo-Este, che sarebbe divenuta di lì a poco la sua terza moglie. Prima della definitiva scelta del nome, si narra che vi fosse nella mente di Francesco I di dedicare l'ordine all'antenato Rodolfo I, primo membro della famiglia degli Asburgo a essere eletto Imperatore del Sacro Romano Impero nel 1273; altra idea era quella di dedicarla a sé stesso col nome di Franzensorden. Alla fine la scelta ricadde sulla memoria del padre Leopoldo II.

## Gradi

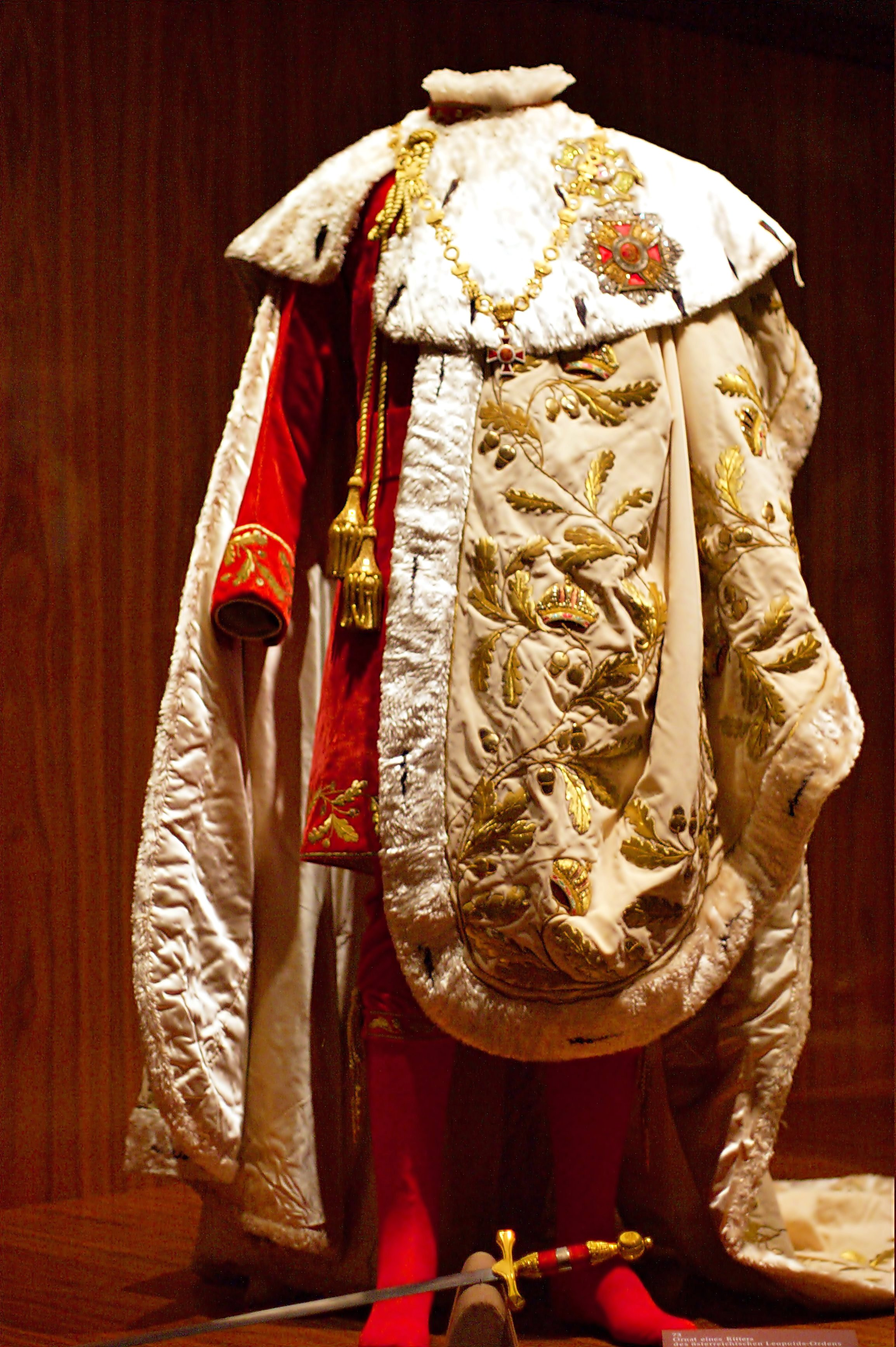
Veste da cerimonia di un cavaliere dell'Ordine imperiale di Leopoldo.

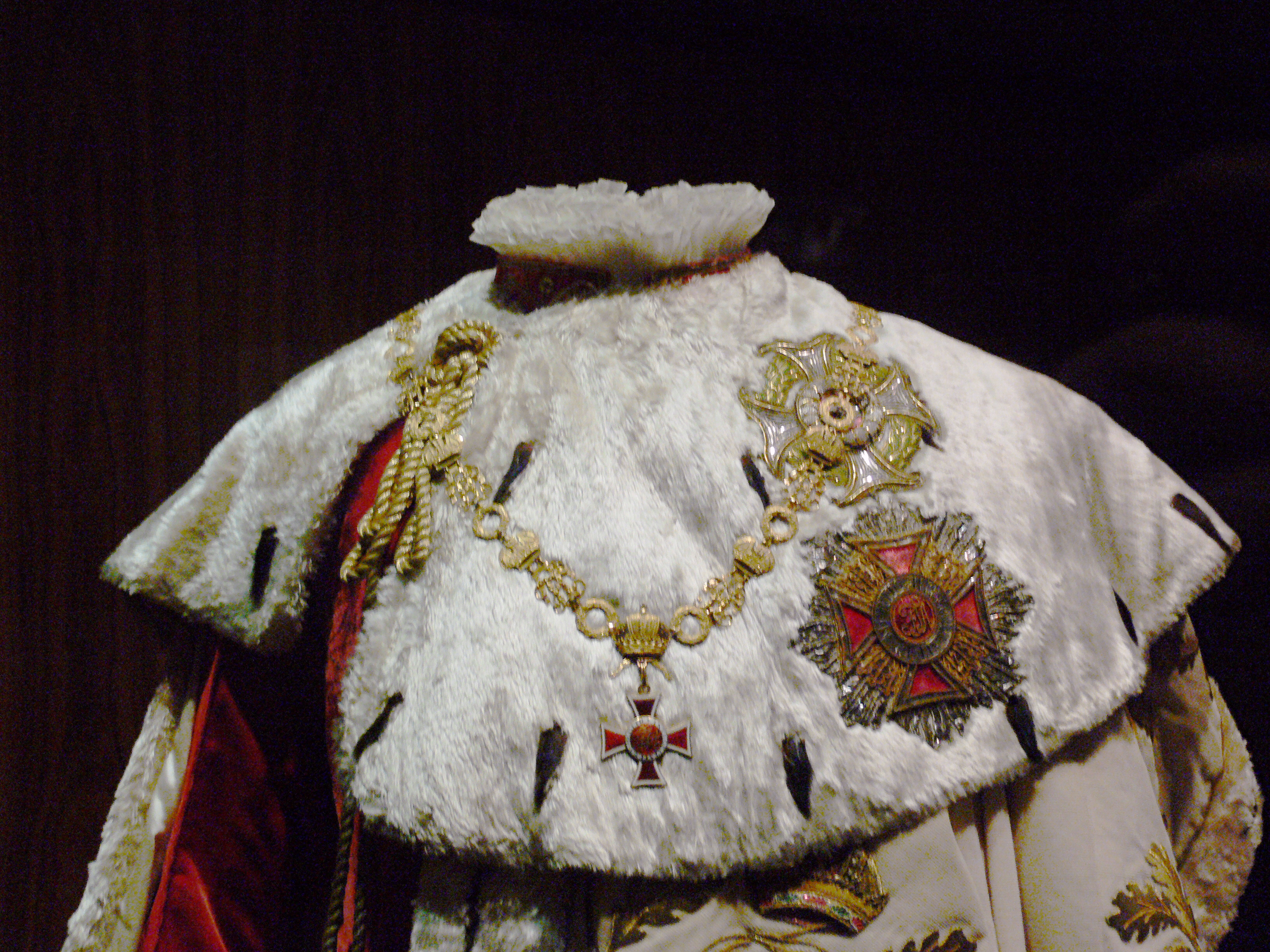
Collare e gran croce (la gran croce e quella con la croce rossa) dell'Ordine imperiale di Leopoldo.

L'Ordine era suddiviso in tre classi di benemerenza:
- Cavaliere di gran croce
- Commendatore
- Cavaliere

Il 23 febbraio 1860 venne perfezionato il decreto di fondazione, con l'istituzione del distintivo di guerra, ovvero una corona di rami d'alloro intrecciati che veniva aggiunta alla medaglia per particolari meriti di guerra, onorificenza che nell'ambito della prima guerra mondiale venne sostituita da due spade incrociate dietro la croce patente. Date queste modifiche, un decreto del 1º febbraio 1901 prescrisse che la prima classe venisse scissa in due sottocategorie distinte.
Inoltre, sino al 18 gennaio 1884 gli insigniti della croce di Cavaliere avevano il diritto di portare il titolo di Cavaliere dell'Impero, i commendatori quello di Barone e le Gran Croci avevano la possibilità di essere ammessi quali Consiglieri intimi di Sua Maestà Imperiale e Reale austriaca.
|           |              |                         |
| Medaglie  |              |                         |
|           |              |                         |
| Nastri    |              |                         |
| Cavaliere | Commendatore | Cavaliere di Gran Croce |

## Medaglia
- La medaglia consisteva in una croce patente smaltata di rosso e bordata di bianco, recante al centro uno scudetto circolare con le iniziali "FIA" (Franciscus Imperator Austrie) in oro su fondo rosso, il tutto circondato da una bordura bianca con il motto INTEGRITATE ET MERITO nel recto. Il verso recava invece la scritta OPES REGUM CORDA SUBDITORUM. La decorazione era sostenuta al nastro da una corona imperiale in smalti.
- La placca dell'ordine consisteva in una stella raggiante di otto punte avente al centro una croce patente smaltata di rosso e bordata di bianco, recante al centro uno scudetto circolare con le iniziali "FIA" (Franciscus Imperator Austrie) in oro su fondo rosso, il tutto circondato da una bordura bianca con il motto INTEGRITATE ET MERITO nel recto.
- Il nastro, di 52 mm di larghezza, era di colore rosso e aveva una striscia bianca su ciascun lato.

## Insigniti notabili
- Giustino Fortunato
- Ludwig von Benedek
- Max von Bock und Polach
- Ernesto Gunther di Schleswig-Holstein-Sonderburg-Augustenburg
- Franz von Hartig
- Avram Iancu
- Gottlieb Graf von Haeseler
- Franz Anton von Kolowrat-Liebsteinsky
- Helmuth Johann Ludwig von Moltke
- Antonio Salvotti von Eichenkraft und Bindeburg
- Luigi di Battenberg
- Ferdinand von Quast
- Vittorio Pilo Boyl
- Ludwig von Fautz (1811-1880)
- Eugen Bregant (1875-1936)
- Lazarus von Mamula (1795-1878)
- Henry-René-Marie Picot de Peccaduc
- Luigi Negrelli